# Ковзани
Ковзани́ — це спортивний або прогулянковий інвентар, який є сукупністю черевиків та системи рухомих чи нерухомих лез, що прикріплені до цих черевиків. Ковзанами користуються для руху рівною твердою поверхнею льоду. Черевики виготовляються з композитних матеріалів, шкіри або пластику, леза — металеві. Більшість спортивних ковзанів мають знімні та замінювані леза, тоді як до дитячих або прогулянкових ковзанів леза кріпляться до черевика фабричним методом. Для спортивних ковзанів зі знімними лезами визначення ковзанів як безпосередньо лез, що встановлюються на черевики, є правильним, оскільки черевики можна використовувати як універсальну основу для установки як лез ковзанів, так і роликових платформ.

## Історія
Вік ковзанів — приблизно 3500 років. Згідно повідомлення, яке було опубліковано на початку березня 2023 року на IFL Science, в провінції Ганьсу на північному заході Китаю археологи знайшли стародавні ковзани, зроблені з кісток бика та коня. Ковзани виявили в руїнах Гаотай — частині більшого поселення Джирен Тайгоуко в долині річки Ілі. За словами археологів, вони дуже схожі на кістяні ковзани, які знайдені в стародавній Європі. Це доводить, що в період бронзового віку між Китаєм і Європою існував певний зв'язок.
Костяні ковзани з ребер тварин, що побутували на території сучасної України, звалися «нартами» (не плутати з нартами-санями). Для ковзання на нартах використовували палицю зі залізним наконечником, на зразок лижної — «джоґа́н» («джига́ло»).